# Don Covay
Don Covay (* 24. März 1936 in Orangeburg als Donald Randolph; † 31. Januar 2015 in Valley Stream, New York) war ein vielseitiger US-amerikanischer Interpret (Rhythm and Blues, Rock ’n’ Roll und Soul) und Komponist, der diese Musikstile in den 1950er und 1960er Jahren maßgeblich mit beeinflusst hat.

## Frühe Jahre
Im Jahre 1956 stieß er zu der Doo-Wop-Gruppe Rainbows, zu der auch Marvin Gaye und Billy Stewart gehörten. Im Juni 1956 entstand in New York von dieser Formation als zweite Platte Shirley, doch kurz nach dem 5. Juli 1956, dem Aufnahmedatum von They Say / Minnie für George Goldners Rama-Label (Rama 209, veröffentlicht im September 1956), trennte sich die Gruppe. Don Covay schloss sich dann 1957 der Little Richard Revue als Fahrer an.

## Eigene Platten

Goodtimers – Pony Time

Covays Arbeitgeber, Little Richard, verhalf ihm im September 1957 unter dem Pseudonym „Pretty Boy“ zu der Single Bip Bop Bip / Paper Dollar (Atlantic 1147). Richards Band The Upsetters begleite hierauf den Bariton Covay. Auch das war kein Hit, und Covay begann ein ungewöhnliches Label-Hopping zu 16 Labels (!) bis 1965, als er mit seiner Begleitgruppe „The Goodtimers“ dann zu Atlantic Records zurückkehrte und dort bis 1970 blieb. Das erschwert zwar eine Diskographie, dennoch sollen die markantesten Platten erwähnt werden. Im Januar 1961 beteiligte sich Covay mit den Goodtimers an der US-Tanzwelle, die nach dem Twist jährlich mindestens einen weiteren Tanz hervorbrachte. Pony Time war der Titelsong zum gleichnamigen Tanz, den auch andere Interpreten besangen; mit dem Song kam Covay erstmals in die Charts (US-Pop #60). Eine bessere Platzierung hiervon verhinderte der Twistkönig Chubby Checker, dessen Coverversion im selben Monat veröffentlicht wurde und es zur # 1 Pop brachte. Dafür erhielt Checker seine zweite Goldene Schallplatte. Zwei Jahre später, mittlerweile beim Label des Twistkönigs Chubby Checker angelangt, schrieb Covay einen weiteren Tanzsong mit The Popeye Waddle (Cameo 239), im Dezember 1962 eine # 75 Pop. Seine Debütsingle Mercy, Mercy beim kleinen Rosemart-Label vom September 1964 erreichte, übrigens mit einem noch unbekannten Jimi Hendrix (als „Jimmy James“) an der Gitarre, mit # 35 Pop die vorerst beste Platzierung.

## Kompositionen für andere Interpreten

Don Covay – Take This Hurt off Me

Covays eigentliche Stärke war die Komposition für andere Interpreten, nachdem Chubby Checker erfolgreich sein Pony Time gecovert hatte. Diese Songs erreichten inhaltlich ein künstlerisches Niveau, das die Aufmerksamkeit anderer Interpreten erregte und Coverversionen ermöglichte. Covay wurde deshalb vom Musikverlag Roosevelt Music im Brill Building in New York 1962 unter Vertrag genommen, wo bereits Otis Blackwell, Charles Singleton oder Rosemary McCoy als Autoren beschäftigt waren. Vom Verlagsinhaber Jesse Stone lernte Covay, einen „glücklichen Blues“ zu komponieren, den Radiostationen verbreiten konnten. Hierzu gehören There’s a Party Goin’ On für Wanda Jackson (Titelsong der gleichnamigen LP; Januar 1961), Letter Full of Tears für Gladys Knight & the Pips (Dezember 1961, #3 R&B), Mr. Twister für Connie Francis (LP Do the Twist, April 1962), I’m Hanging Up My Heart for You (Juni 1962, # 15 R&B) und You’re Good for Me (November 1963, #49) für Solomon Burke, You Can Run (But You Can’t Hide) für Jerry Butler (#23 R&B, Oktober 1962), und I’m Gonna Cry war Wilson Picketts Debütsingle für Atlantic (aufgenommen am 12. Mai 1964, Atlantic 2233). 
Tommy Tucker übernahm im Mai 1964 Long Tall Shorty, kurz danach von den britischen Kinks (LP Kinks, September 1964) übernommen. Er selbst nahm Take This Hurt off Me (Rosemart 802, Dezember 1964) auf; die britischen Bands Spencer Davis Group (LP Autumn ’66, September 1966) und Small Faces (LP From the Beginning, Juni 1967) brachten hiervon interessante Covers heraus. Die Rolling Stones lieferten mit ihrer Version von Mercy, Mercy eine authentische Hommage auf das Werk Covays (LP Out of Our Heads, September 1965). Please Do Something (aufgenommen am 27. Januar 1965) wurde im Original von Don Covay im Juni 1965 herausgebracht, erreichte aber nur eine # 21 R&B. Den Song griff wiederum die stark R&B-orientierte Spencer Davis Group für ihre LP The Second Album (Januar 1966) auf. Im Mai 1965 wurde nochmals Solomon Burke mit Tonight’s The Night bedacht (#28 Pop). Little Richard coverte 1965 die völlig unterbewertete Soul-Ballade I Don’t Know What You’ve Got But It’s Got Me (November 1965, #12 R&B) mit Gitarrenarbeit von Jimi Hendrix (als Mitglied von Richards Upsetters). 
Covays wohl früheste Komposition war Chain of Fools aus dem Jahre 1953, die durch die Soul-Diva Aretha Franklin zur erfolgreichsten Coverversion für Covay avancierte (Dezember 1967, R&B #1, Pop #2). Der Song handelt von einer Frau, der klar wird, dass sie nur eine von vielen Freundinnen ihres Geliebten ist. Franklin übernahm auch See Saw, komponiert von Covay zusammen mit Steve Cropper, in deren Version der Song eine #9 R&B und eine #14 Pop im November 1968 erreichte. Hier werden die Höhen und Tiefen der Liebe humorvoll mit einem Seepferdchen verglichen. Covay selbst hatte das Stück am 30. Juni 1965 in den Stax-Studios aufgenommen (mit den Mar-Keys und Booker T. & MG’s; an diesem Tag entstand auch Sookie Sookie). Soulinterpreten wie Etta James (der rhythmische Soul Watch Dog und die Soul-Ballade I’m Gonna Take What He’s Got, LP Tell Mama, August 1968) und Otis Redding (Think About It auf der LP The Immortal Otis Redding, im Juni 1968 nach seinem Tod veröffentlicht, und Demonstration, November 1969) komplettieren die Coverliste von Don Covay. Die Rock-Gruppe Steppenwolf brachte auf ihrer ersten LP Steppenwolf (Januar 1968) Sookie Sookie heraus.
Don Covay gründete, eher zufällig, im selben Jahr die Supergruppe „Soul Clan“ mit Solomon Burke, Arthur Conley, Ben E. King und Joe Tex für das Soul Meeting (Juli 1968, #34 R&B). Als auch dieses Projekt scheiterte, versuchte es Covay mit einigen Alben, die jedoch ebenfalls keinen Anklang fanden. Im Juli 1984 erreichte Peter Wolf (Ex-J. Geils Band) mit dem von Covbis geschriebenen Titel Lights Out Platz 12 der US-Charts – immerhin seine höchste Platzierung als Solist.
Die beste Anerkennung für seine Arbeit kam im September 1993 mit dem Album Celebrating the Music of Don Covay, eine Zusammenstellung, worauf auch die Bobby-Womack-Version von I Was Checking Out zu finden ist.

## Auszeichnungen
Für Don Covay sind bei BMI 17 Kompositionen urheberrechtlich registriert, von denen 6 mit einem BMI Music Award ausgezeichnet wurden. Im Jahre 1994 erhielt er für seine Verdienste den Pioneer Award der Rhythm and Blues Foundation.

## Diskografie

### Studioalben
| Jahr | Titel                    | Höchstplatzierung, Gesamtwochen, AuszeichnungChartplatzierungen (Jahr, Titel, Platzierungen, Wochen, Auszeichnungen, Anmerkungen) | Höchstplatzierung, Gesamtwochen, AuszeichnungChartplatzierungen (Jahr, Titel, Platzierungen, Wochen, Auszeichnungen, Anmerkungen) | Höchstplatzierung, Gesamtwochen, AuszeichnungChartplatzierungen (Jahr, Titel, Platzierungen, Wochen, Auszeichnungen, Anmerkungen) | Anmerkungen                                          |
| Jahr | Titel                    | UK | US | R&B | Anmerkungen                                          |
| ---- | ------------------------ | --- | --- | --- | ---------------------------------------------------- |
| 1973 | Super Dude I Mercury 653 | — | — | R&B45 (5 Wo.)R&B | Erstveröffentlichung: Juli 1973 Produzent: Don Covay |

Weitere Studioalben
- 1965: Mercy! (mit The Goodtimers; Atlantic 8104)
- 1966: See-Saw (Atlantic 8120)
- 1969: The House of Blue Lights (mit The Jefferson Lemon Blues Band; Atlantic 8237)
- 1972: Different Strokes for Different Folks (mit The Jefferson Lemon Blues Band; Janus 3038)
- 1974: Hot Blood (Mercury 1020)
- 1976: Travelin’ in Heavy Traffic (Philadelphia I. 33958)
- 1977: Funky Yo-Yo (Versatile 1123)
- 1985: Sweet Thang (Reissue von Different Strokes for Different Folks; Topline 137)
- 2000: Adlib (Don Covay & Friends; Cannonball 29116)

### Kompilationen
- 1984: Mercy! (mit The Goodtimers; Edsel 127)
- 1988: Checkin’ In with Don Covay (Mercury 836030)
- 1994: Mercy Mercy: The Definitive Don Covay (Razor & Tie 2053)
- 2000: Mercy / See-Saw (Koch 8186)
- 2007: The Platinum Collection (Warner Platinum 8122-79994-8)
- 2009: Super Bad (The Great American Music Company 902)

### Singles
| Jahr | Titel Album                                         | Höchstplatzierung, Gesamtwochen, AuszeichnungChartplatzierungen (Jahr, Titel, Album, Platzierungen, Wochen, Auszeichnungen, Anmerkungen) | Höchstplatzierung, Gesamtwochen, AuszeichnungChartplatzierungen (Jahr, Titel, Album, Platzierungen, Wochen, Auszeichnungen, Anmerkungen) | Höchstplatzierung, Gesamtwochen, AuszeichnungChartplatzierungen (Jahr, Titel, Album, Platzierungen, Wochen, Auszeichnungen, Anmerkungen) | Anmerkungen |
| Jahr | Titel Album                                         | UK | US | R&B | Anmerkungen |
| ---- | --------------------------------------------------- | --- | --- | --- | --- |
| 1961 | Pony Time                                           | — | US60 (9 Wo.)US | — | Erstveröffentlichung: Januar 1961 mit The Goodtimers Autoren: Chuck Berry, Don Covay                                                                  |
| 1962 | The Popeye Waddle                                   | — | US75 (7 Wo.)US | — | Erstveröffentlichung: Dezember 1962 Autoren: Dave Leon, Jon Sheldon                                                                                   |
| 1964 | Mercy, Mercy Mercy!                                 | — | US35 (10 Wo.)US | R&B1 (15 Wo.)R&B | Erstveröffentlichung: August 1964 mit The Goodtimers; Gitarre: Jimi Hendrix Rock & Roll Hall of Fame Autoren: Don Covay, Horace Ott                   |
| 1964 | Take This Hurt off Me Mercy!                        | — | US97 (2 Wo.)US | R&B44 (4 Wo.)R&B | Erstveröffentlichung: November 1964 Autoren: Don Covay, Ronald Miller                                                                                 |
| 1965 | Please Do Something See-Saw                         | — | — | R&B21 (9 Wo.)R&B | Erstveröffentlichung: Mai 1965 mit The Goodtimers Autor: Ronnie Miller                                                                                |
| 1965 | Seesaw See-Saw                                      | — | US44 (9 Wo.)US | R&B5 (15 Wo.)R&B | Erstveröffentlichung: September 1965 mit The Goodtimers Autor: Steve Cropper                                                                          |
| 1967 | Shingaling ’67                                      | — | — | R&B50 (2 Wo.)R&B | Erstveröffentlichung: Januar 1967 Autor: Don Covay |
| 1970 | Black Woman                                         | — | — | R&B43 (2 Wo.)R&B | Erstveröffentlichung: September 1969 B-Seite von Ice Cream Man (The Gimme Game) mit The Jefferson Lemon Blues Band Autoren: Don Covay, Spooner Oldham |
| 1973 | I Was Checkin’ Out She Was Checkin’ In Super Dude I | — | US29 (10 Wo.)US | R&B6 (13 Wo.)R&B | Erstveröffentlichung: Mai 1973 Autor: Don Covay |
| 1973 | Somebody’s Been Enjoying My Home Super Dude I       | — | — | R&B63 (11 Wo.)R&B | Erstveröffentlichung: Oktober 1973 Autoren: Eva Darby, L. Scott                                                                                       |
| 1974 | It’s Better to Have (And Don’t Need) Hot Blood      | UK29 (6 Wo.)UK | US63 (6 Wo.)US | R&B21 (14 Wo.)R&B | Erstveröffentlichung: April 1974 Autoren: Don Covay, Erskin Watts                                                                                     |
| 1975 | Rumble in the Jungle Hot Blood                      | — | — | R&B83 (6 Wo.)R&B | Erstveröffentlichung: Januar 1975 handelt vom gleichnamigen Boxkampf Autoren: Don Covay, Erskin Watts                                                 |
| 1980 | Badd Boy                                            | — | — | R&B74 (6 Wo.)R&B | Erstveröffentlichung: Juli 1980 Autoren: Don Covay, A. Covay                                                                                          |

Weitere Singles
- 1957: Bip Bop Bip (als Pretty Boy; VÖ: Juli)
- 1958: Rockin’ the Mule (Back in Kansas) Swingin’ Like a Young Gray Mare (als Pretty Boy; VÖ: April)
- 1958: Believe It or Not (VÖ: November)
- 1959: Standing in the Doorway (als Don „Pretty Boy“ Covay; VÖ: Oktober)
- 1960: Beauty and the Beast (VÖ: März)
- 1960: Hey There (VÖ: Dezember)
- 1961: Shake Wid the Shake (mit The Goodtimers; VÖ: 20. März)
- 1961: Hand Jive Workout (mit The Goodtimers; VÖ: Juli)
- 1961: (Where Are You) Now That I Need You (mit The Goodtimers; VÖ: 25. September)
- 1961: It’s Twistin’ Time (mit The Goodtimers; VÖ: November)
- 1963: Wiggle Wobble
- 1963: Ain’t That Silly (VÖ: Dezember)
- 1964: The Froog (VÖ: März)
- 1965: You’re Good for Me
- 1965: The Boomerang (VÖ: März)
- 1966: Watching the Late Late Show (mit The Goodtimers; VÖ: Februar)
- 1966: Iron Out the Rough Spots (mit The Goodtimers; VÖ: Juni)
- 1966: Somebody’s Got to Love You (mit The Goodtimers; VÖ: Oktober)
- 1967: 40 Days – 40 Nights (mit The Goodtimers; VÖ: Mai)
- 1967: Never Had No Love (mit The Goodtimers; VÖ: September)
- 1968: Don’t Let Go (mit The Goodtimers; VÖ: März)
- 1968: Gonna Send You Back to Your Mama (mit The Goodtimers; VÖ: Mai)
- 1968: I Stole Some Love (mit The Goodtimers; VÖ: Oktober)
- 1969: Sweet Pea (Don’t Love Nobody but Herself) (mit The Jefferson Lemon Blues Band; VÖ: März)
- 1969: Ice Cream Man (The Gimme Game) (mit The Jefferson Lemon Blues Band; VÖ: September)
- 1970: Everything I Do Goin’ Be Funky (mit The Jefferson Lemon Blues Band; VÖ: März)
- 1970: Sookie Sookie (mit The Jefferson Lemon Blues Band; VÖ: Juli)
- 1971: Sweet Thang (mit The Jefferson Lemon Blues Band)
- 1972: Daddy Please Don’t Go Out Tonight (mit The Jefferson Lemon Blues Band; VÖ: Januar)
- 1972: The Overtime Man (VÖ: Juli)
- 1974: Ooh My Soul (als Don Covay of the Rainbows)
- 1976: No Tell Motel (VÖ: Juni)
- 1976: Travelin’ in Heavy Traffic (VÖ: September)
- 1977: Back to the Roots